# Lessons in Love (Level 42)
Lessons in Love è un brano musicale pop-rock inciso nel 1986 dal gruppo musicale britannico Level 42 e pubblicato come singolo che anticipò l'uscita dell'album Running in the Family (1987). Autori del brano sono Mark King, Wally Badarou e Rowland Boon Gould.
Il singolo fu pubblicato su etichetta Polydor e prodotto dai Level 42 e da Wally Baradou. Si tratta del secondo singolo più venduto nel 1986 in Europa, dove raggiunse il primo posto delle classifiche in otto diversi Paesi.

## Significato del testo
(Lessons in Love (1986))
Il testo parla di una storia d'amore che non riesce a decollare o che si sta perdendo e che viene così paragonato ad una barca alla deriva o ad una casa progettata ma mai costruita.

## Tracce
7" (versione 1)
1. Lessons in Love – 4:00
2. Hot Water Live – 6:14

7" (versione 2)
1. Lessons in Love – 4:00
2. Something About You (US Remix) – 5:50

12" maxi (versione 1)
1. Lessons in Love – 7:00
2. World Machine – 5:15
3. Hot Water (Live) – 6:14

12" maxi (versione 2)
1. Lessons in Love – 7:00
2. Hot Water (Live) – 6:14
3. Something About You (US Remix) – 7:38

## Video musicale
Il video musicale ha come ambientazione un cantiere edile.

## Classifiche
| Classifica    | Posizione massima | Nr. di settimane |
| ------------- | ----------------- | ---------------- |
| Austria       | 4                 | 12               |
| Belgio        | 3                 | 14               |
| Francia       | 22                | 13               |
| Germania      | 1                 | 20               |
| Italia        | 2                 |                  |
| Norvegia      | 10                | 11               |
| Nuova Zelanda | 18                | 10               |
| Paesi Bassi   | 2                 | 15               |
| Regno Unito   | 3                 |                  |
| Stati Uniti   | 13                |                  |
| Svezia        | 2                 | 7                |
| Svizzera      | 1                 | 16               |

## Il brano nella cultura di massa
- Il brano è stato inserito nel film del 1987, diretto da Steven Lisberger, Su e giù per i Caraibi[5]